# Zé Mário
Zé Mário (nacido el 1 de febrero de 1949) es un exfutbolista brasileño y entrenador.
Los años más importantes de su carrera los desarrolló en tres clubes del Campeonato Carioca: Flamengo, Fluminense, donde tuvo un paso fugaz, y Vasco da Gama.
Dirigió en equipos de Brasil como el Flamengo, Fluminense, Goiás, Internacional Y Figueirense. 
Además entrenó a tres selecciones, la de Irak, Arabia Saudita y la de Catar.

## Clubes

### Como futbolista
| Club          | País   | Año       |
| ------------- | ------ | --------- |
| Bonsucesso    | Brasil | 1970      |
| Flamengo      | Brasil | 1971-1974 |
| Fluminense    | Brasil | 1975      |
| Vasco da Gama | Brasil | 1976-1979 |
| Portuguesa    | Brasil | 1980-1982 |

### Como entrenador
| Club                        | País                   | Año       |
| --------------------------- | ---------------------- | --------- |
| Botafogo                    | Brasil                 | 1982-1983 |
| Figueirense                 | Brasil                 | 1983      |
| Ceará                       | Brasil                 | 1984      |
| Ferroviário                 | Brasil                 | 1984      |
| Flamengo                    | Brasil                 | 1985      |
| Figueirense                 | Brasil                 | 1985      |
| Selección de Irak           | República Iraquí       | 1986      |
| Goiás                       | Brasil                 | 1987      |
| Al-Ain                      | Emiratos Árabes Unidos | 1988-1990 |
| Goiás                       | Brasil                 | 1991      |
| Náutico                     | Brasil                 | 1992      |
| Al-Arabi                    | Catar                  | 1992      |
| America                     | Brasil                 | 1992      |
| Al-Arabi                    | Catar                  | 1993      |
| Al-Riyadh                   | Arabia Saudita         | 1993-1995 |
| Selección de Arabia Saudita | Arabia Saudita         | 1995-1996 |
| Al-Riyadh                   | Arabia Saudita         | 1996-1997 |
| Al-Sadd                     | Catar                  | 1997      |
| Selección de Catar          | Catar                  | 1998      |
| Kashima Antlers             | Japón                  | 1998-1999 |
| Internacional               | Brasil                 | 2000-2001 |
| Guarani                     | Brasil                 | 2001-2002 |
| Al-Ettifaq                  | Arabia Saudita         | 2003      |
| Al-Shabab                   | Arabia Saudita         | 2004      |
| Figueirense                 | Brasil                 | 2005      |
| Al-Wasl                     | Emiratos Árabes Unidos | 2006-2008 |
| Al-Arabi                    | Catar                  | 2008-2009 |

## Palmarés

### Como jugador

#### Torneos regionales
| Título             | Club          | Estado         | Año  |
| ------------------ | ------------- | -------------- | ---- |
| Taça Guanabara     | Flamengo      | Río de Janeiro | 1972 |
| Campeonato Carioca | Flamengo      | Río de Janeiro | 1972 |
| Taça Guanabara     | Flamengo      | Río de Janeiro | 1974 |
| Campeonato Carioca | Flamengo      | Río de Janeiro | 1974 |
| Taça Guanabara     | Fluminense    | Río de Janeiro | 1975 |
| Campeonato Carioca | Fluminense    | Río de Janeiro | 1975 |
| Taça Guanabara     | Vasco da Gama | Río de Janeiro | 1976 |
| Taça Guanabara     | Vasco da Gama | Río de Janeiro | 1976 |
| Campeonato Carioca | Vasco da Gama | Río de Janeiro | 1977 |

### Como entrenador

#### Torneos regionales
| Título            | Club                | Estado | Año  |
| ----------------- | ------------------- | ------ | ---- |
| Campeonato Goiano | Goiás Esporte Clube | Goiás  | 1987 |
| Campeonato Goiano | Goiás Esporte Clube | Goiás  | 1991 |

#### Torneos nacionales
| Título                         | Club            | País                   | Año  |
| ------------------------------ | --------------- | ---------------------- | ---- |
| Copa Federación                | Al-Ain          | Emiratos Árabes Unidos | 1988 |
| Copa del Emir de Catar         | Al-Arabi        | Catar                  | 1993 |
| Liga de fútbol de Catar        | Al-Arabi        | Catar                  | 1993 |
| Copa del Príncipe de la Corona | Al-Riyadh       | Arabia Saudita         | 1994 |
| J. League                      | Kashima Antlers | Japón                  | 1998 |
| Copa Presidente de EAU         | Al-Wasl         | Emiratos Árabes Unidos | 2007 |
| UAE Pro League                 | Al-Wasl         | Emiratos Árabes Unidos | 2007 |